# Émilie Mazoyer
Pour les articles homonymes, voir Mazoyer.
Émilie Mazoyer, née le 19 juillet 1980 à Fontenay-aux-Roses, est une animatrice de radio et de télévision française.

## Biographie

### Études et formation
Émilie Mazoyer est née le 19 juillet 1980 à Fontenay-aux-Roses. Après ses études en maîtrise d'anglais à l'université de Toulouse, elle est embauchée en CDI comme standardiste à la radio française Le Mouv' (alors basée à Toulouse) pour payer ses études. Elle obtient ensuite une bourse pour partir en stage aux États-Unis et raconter son voyage le matin à la radio.

### Carrière

#### Radio
Émilie Mazoyer se fait connaître du grand public en animant de 2004 à 2008 l'émission Les Filles du Mouv', libre antenne diffusée du lundi au vendredi de 21 h à minuit. L'émission a été reprise par la télévision sur les chaînes Filles TV et Virgin 17. Elle a aussi exercé sur France Inter, et a reçu en 2004 le prix Anima 4 de la meilleure animatrice des Radios francophones publiques[réf. nécessaire]. D'autre part, elle apparait également tous les mardis dans Plastic planet à la radio belge Pure FM.
Entre janvier et juin 2014, elle anime l'émission Émilie sur Le Mouv, du lundi au vendredi (20 h 30 - 22 h 30). Après son accouchement à la fin d"août 2014, elle n'anime plus d'émission sur le Mouv' et ne fait pas partie de la nouvelle grille des programmes en 2015 sur Mouv'.
Pendant l'été 2016, elle anime l'émission Salut Les Rockers sur Europe 1 du lundi au vendredi de 16 h à 18 h avec Philippe Manœuvre. De septembre 2016 à juin 2017, elle anime Europe 1 Music Club, émission musicale le week-end de 16 h 00 à 18 h 00 sur Europe 1 avec Jean-Philippe Balasse. Pendant l'été 2017 elle anime Europe-les-Bains en semaine de 15 h 30 à 17 h sur Europe 1. Elle prend sur cette même antenne, dès septembre 2017, les commandes de l'émission musicale Shuffle. L'animatrice récupère ainsi la case 21 h - 22 h du lundi au jeudi, qui était occupée la saison précédente par le Social Club de Frédéric Taddeï. À partir de septembre 2018, elle présente une émission musicale, Musique !, de 20 h à 22 h du lundi au vendredi sur Europe 1. L'émission est renouvelée à la rentrée 2019 puis 2020.
En juillet 2021, après 5 années au sein d'Europe 1, elle annonce son départ de la station. Elle reste cependant programmée durant l'été avec ses émissions en direct du Festival des Vieilles Charrues et une version estivale de Musique !.
Émilie Mazoyer anime à partir de septembre 2022, sur France Bleu l'émission quotidienne musical Décibels sur la tranche 19-20h,.

#### Télévision
À la télévision, elle est chroniqueuse dans les émissions matinales Morning Café sur M6 en 2007 aux côtés de Pierre Mathieu puis dans 10 h le mag sur TF1 (de novembre 2008 à juin 2009) présenté par Sandrine Quétier et Julien Arnaud.
Elle a animé l'émission de dating Catch me ! si tu peux... sur Virgin 17 de février 2008 à 2009.
Le 3 avril 2009, elle coprésente avec Jean-Pierre Pernaut le magazine Le Monde à l'envers en première de soirée sur TF1, en replacement d'Églantine Éméyé.
À partir de 2009 jusqu'en 2014, Émilie Mazoyer fait partie des célébrités qui témoignent et racontent leur souvenirs dans Fan des années..., une collection d'émissions de divertissement qui passent en revue les évènements musicaux, cinématographiques, télévisuels, politiques et sociétaux des années 1970 à 2000. Tout d'abord programmée sur TMC jusqu'en 2015, l'émission est rediffusée sur NRJ12 en 2024-2025 avant l'arrêt de la chaîne.
À compter du 18 avril 2011, elle anime le magazine de société Tous différents sur NT1. Le 31 mai 2013, sur son compte Twitter, elle annonce son départ de la chaîne.
Entre 2012 et 2016 puis en  2020-2021, elle est l'une des personnalités candidates de Mot de passe diffusé sur France 2 et présenté par Patrick Sabatier puis par Laurence Boccolini. Elle participe également au nouveau format du jeu intitulé Mot de passe : le duel depuis 2025 sur la même chaîne.
De mars à mai 2014, elle est chroniqueuse dans le talk-show Y'a que les imbéciles qui ne changent pas d'avis ! présenté par Valérie Damidot sur M6.
En 2023, elle présente le documentaire Disco la révolution française sur France 3.
En août 2024, elle présente la Grande Parade du Festival interceltique de Lorient sur France 3 avec Laurent Luyat.
Le 17 mai 2025, elle annonce les points du jury français au Concours Eurovision de la chanson 2025.

### Vie privée
Elle est l'épouse de Daniel Morin, avec qui elle a une fille.